# 美里町 (熊本縣)
美里町（日语：／ Misato machi */?）是位于日本熊本縣中部的一個城鎮，屬下益城郡。
轄區內以丘陵地為主，約有四分之三地區為森林，農地與主要居住地區位於西部的平坦地區，南部則有海拔超過一千公尺的山區。
町名是在2004年中央町與砥用町合併時向全日本公開徵求而來，意思是「永遠美麗的村落」。

## 人口
| 美里町 (熊本縣)人口分布圖 |                                                        |  |
| 美里町 (熊本縣)與日本全國年齡別人口分布比較圖 （2005年資料） | 美里町 (熊本縣)的年齡、男女別人口分布圖 （2005年資料） |  |
| ■紫色是美里町 (熊本縣) ■綠色是全国 | ■藍色是男性 ■紅色是女性                                |  |
| 美里町 (熊本縣)人口變化 \| 1970年 \| 16,579人 \| \| \| 1975年 \| 14,826人 \| \| \| 1980年 \| 14,727人 \| \| \| 1985年 \| 14,983人 \| \| \| 1990年 \| 14,222人 \| \| \| 1995年 \| 13,594人 \| \| \| 2000年 \| 12,969人 \| \| \| 2005年 \| 12,254人 \| \| \| 2010年 \| 11,388人 \| \| \| 2015年 \| 10,333人 \| \| \| 2020年 \| 9,392人 \| \| |                                                        |  |
| 資料來源：日本總務省統計中心提供之人口普查數據 |                                                        |  |
| 1970年 | 16,579人                                               |  |
| 1975年 | 14,826人                                               |  |
| 1980年 | 14,727人                                               |  |
| 1985年 | 14,983人                                               |  |
| 1990年 | 14,222人                                               |  |
| 1995年 | 13,594人                                               |  |
| 2000年 | 12,969人                                               |  |
| 2005年 | 12,254人                                               |  |
| 2010年 | 11,388人                                               |  |
| 2015年 | 10,333人                                               |  |
| 2020年 | 9,392人                                                |  |

## 歷史

### 年表
- 1889年4月1日：實施町村制，現在的轄區在當時分屬：下益城郡中山村、年禰村、東砥用村、西砥用村。
- 1924年4月1日：西砥用村改制並改名為砥用町。
- 1955年1月1日：中山村和年禰村合併為中央村。[3]
- 1955年4月1日：砥用町和東砥用村合併為新設置的砥用町。
- 1975年1月1日：中央村改制為中央町。
- 2004年11月1日：中央町和砥用町合併為美里町。

### 變遷表
| 1889年以前 | 1889年4月1日 | 1889年 - 1944年                 | 1945年 - 1954年                 | 1955年 - 1988年     | 1955年 - 1988年           | 1988年 - 現在        | 現在                 |
| ---------- | ------------ | ------------------------------- | ------------------------------- | ------------------- | ------------------------- | -------------------- | -------------------- |
|            | 西砥用村     | 1924年4月1日 改制並改名為砥用町 | 1924年4月1日 改制並改名為砥用町 | 1955年4月1日 砥用町 | 1955年4月1日 砥用町       | 2004年11月1日 美里町 | 2004年11月1日 美里町 |
|            | 東砥用村     |                                 |                                 | 1955年4月1日 砥用町 | 1955年4月1日 砥用町       | 2004年11月1日 美里町 | 2004年11月1日 美里町 |
|            | 中山村       | 中山村                          | 中山村                          | 1955年1月1日 中央村 | 1975年9月1日 改制為中央町 | 2004年11月1日 美里町 | 2004年11月1日 美里町 |
|            | 年禰村       |                                 |                                 | 1955年1月1日 中央村 | 1975年9月1日 改制為中央町 | 2004年11月1日 美里町 | 2004年11月1日 美里町 |

## 觀光資源

### 景點

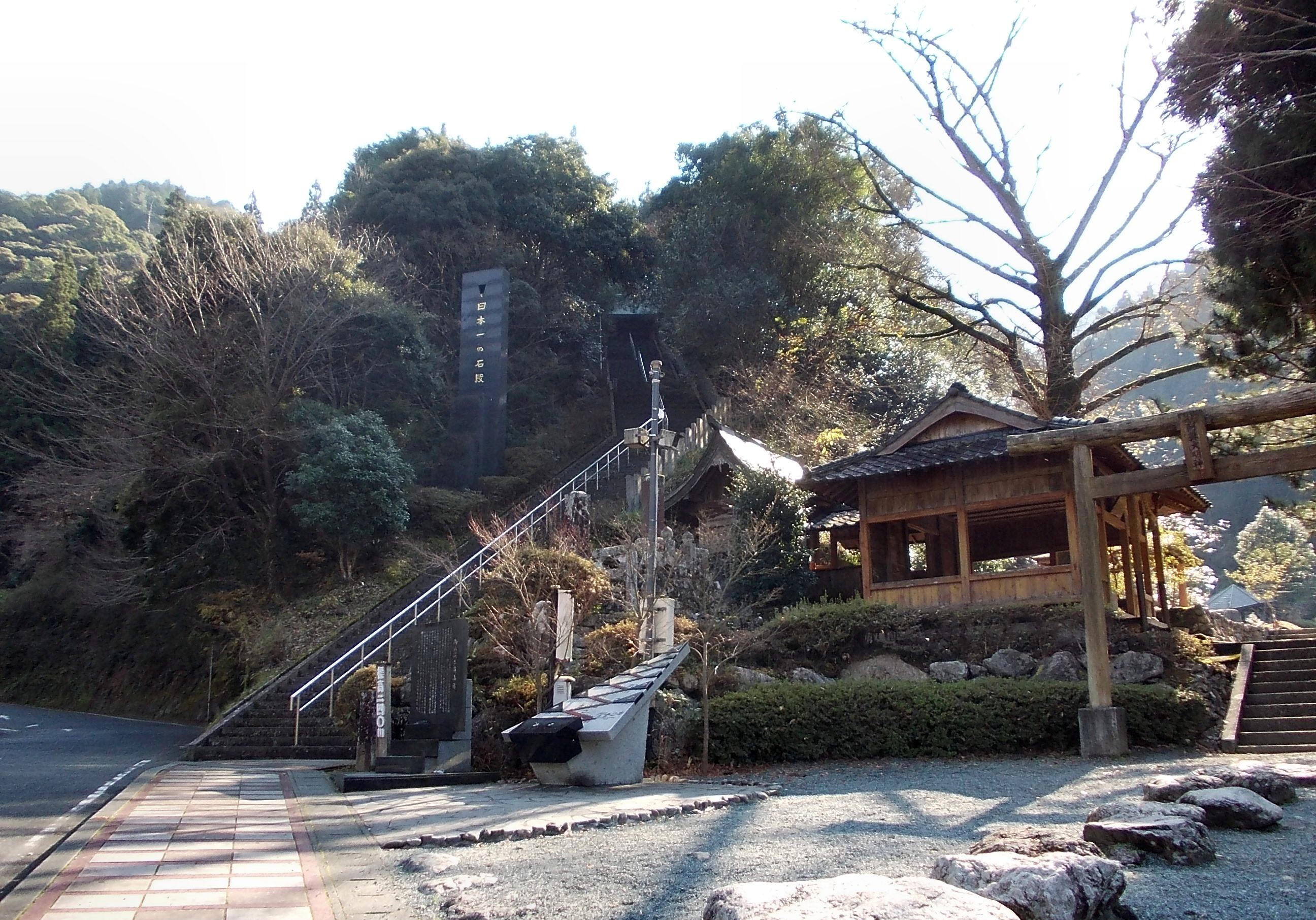
日本一の石段

- 靈台橋：於江戶時代後期所建的石橋。
- 日本一の石段

## 外部連結
- （日語） 砥用町商工會
- （日語） 中央町商工會